# Jan Ondříček
Jan Ondříček   (Běleč, 6 de maig de 1832 - Malá Strana, 13 de març de 1900) fou un líder musical, violinista i pedagog txec.
Ondříček va prendre lliçons de violí del seu pare Ignác Ondříček i va perfeccionar la seva formació amb Moritz Mildner. A l'orquestra privada de Karl Komzák va tocar juntament amb Antonín Dvořák que el va ajudar a preparar-se per a la visita a l'Escola d'orgue de Praga. Després va treballar com afinador de piano, professor de piano i violí. De 1855 a 1891 va dirigir la seva petita capella, que sovint actuava en línia de sextet, en grups més grans de Pavel Švanda ze Semčic el 1871 per a actuacions en diverses ciutats txeques. Els darrers anys de la seva vida, Ondříček es va concentrar en la seva tasca com a professor de música a Praga.
Dels quinze fills d'Ondříček, diversos eren coneguts com a músics, sobretot violinistes, i professors de música. El més famós va ser el violinista i compositor František Ondříček; Cal mencionar també els violinistes Emanuel i Stanislav Ondříček i els professors de violí Marie i Augusta Ondříčková.